# Eutokios
Eutokios z Aškelonu (Εύτόκιος, do latiny přepisováno jako Eutocius) kolem 480, Aškelon – kolem 540, Alexandrie) byl řecký matematik a filosof pozdního starověku, známý především díky svým komentářům k dílům Archimédovým a Apollóniovým.

## Život
O Eutokiově životě je známo velice málo, a to z náhodných poznámek v jeho spisech. I rok narození a úmrtí je hypotetický, o rodišti Aškelonu na pobřeží dnešního Izraele svědčí jeho přízvisko. Protože patřil k novoplatónské škole v Alexandrii, kde potom patrně také učil, zmiňuje se někdy jako Eutokios Alexandrijský. Snad byl žákem matematika Isidora z Milétu (442–537), architekta chrámu Hagia Sofia v Konstantinopoli, podle jiných byl jeho učitelem slavný filosof Ammonios Hermeiou (kolem 440 - po 517), jemuž věnoval jeden ze svých spisů. Když Eutokios ukončil své vzdělávání, stal se patrně učitelem filosofie v Alexandrii, podle některých snad i placeným.

## Dílo
Z Eutokiova díla se zachovaly čtyři matematické spisy, které mu lze bezpečně přisoudit:
- Komentář a kritické vydání spisu o kuželosečkách (Konika) slavného matematika Apollonia z Pergy. Eutokiova redakce prvních čtyř knih díla je jediný dochovaný řecký text tohoto díla. Další tři knihy se zachovaly v arabském překladu, poslední se ztratila.
- Komentář k Archimédovu spisu o kouli a válci (Peri sfairas kai kylindrú), který Eutokios věnoval Ammoniovi.
- Komentář k Archimédovu spisu o měření kruhu (Kyklú metrésis)
- Komentář k Archimédovu spisu o rovnováze rovinných ploch (Epipédōn isorrhopíai).

Komentáře neobsahují žádné původní myšlenky Eutokiovy, ale pečlivě vykládají myšlenky dřívějších matematiků se snahou o přesnost i srozumitelnost. V komentáři ke kuželosečkám zmiňuje poznámky k první knize slavného pojednání Mathematiké syntaxis (Almagest) Klaudia Ptolemaia, které snad sám napsal, které se však nezachovaly. 
Ve filosofii se novoplatonik Eutokios věnoval Aristotelově logice a podle svědectví současníka vyučoval podle Porfyriova úvodu k Aristotelovým Kategoriím. Zachoval se i Eutokiův astrologický spis a jeden ze zachovaných rukopisů mu připisuje rozsáhlý horoskop, sestavený v Alexandrii pro den 28. října 497.

## Recepce
V 9. století použil arabský překladatel knihy o kuželosečkách i Eutokiovu redakci, roku 1269 přeložil Vilém z Moerbeke dva z komentářů k Archimédovi do latiny a kolem roku 1450 přeložil Jacobus Cremonensis z pověření papeže Mikuláše V. všechny. Tyto komentáře vyšly poprvé tiskem roku 1544 v  Basileji, latinský překlad 1568 v Boloni. Archimédovy řecké spisy s Eutokiovými komentáři vydal roku 1710 Edmund Halley.